# Antoni Józef Poniński (marszałek)
Antoni Józef Poniński herbu Łodzia, pseud.: Eques Polonus, Joannes Maximilianus Królikiewicz, Sacrae Regiae Majestatis Secretarius, (ur. koniec XVII w., zm. 8 lipca 1742) – marszałek starej laski na sejmie pacyfikacyjnym w Warszawie w 1735 roku, marszałek Walnej Rady konfederacji warszawskiej w latach 1734–1735, marszałek prosaskiej konfederacji warszawskiej w 1733 roku, wojewoda poznański w latach 1738–1742, referendarz koronny w latach 1735–1738, starosta piotrkowski w latach 1734–1738, instygator koronny w latach 1732–1735, szambelan królewski, podpułkownik królewski i nadworny poeta.

## Życiorys
Urodzony u schyłku wieku XVII. Pisarz wojskowy w 1725 roku. Referendarz koronny, instygator koronny, a od roku 1738 wojewoda poznański. W okresie walk o tron pomiędzy Augustem II Mocnym a Stanisławem Leszczyńskim stanął po stronie Leszczyńskiego, by następnie przejść do obozu saskiego, a potem zostać nawet nadwornym poetą Augusta II. W 1733 roku posłował do Szwecji i Danii z oznajmieniem o śmierci Augusta II. Był marszałkiem elekcji Augusta III Sasa i jego elektorem w 1733 roku. W 1734 roku uczestniczył w oblężeniu Gdańska. Marszałek sejmu 1735. Poseł na sejm nadzwyczajny pacyfikacyjny 1736 roku z ziemi wieluńskiej.
Według Estreichera zmarł 8 lipca 1742, inne źródła sugerują rok 1744.

## Odznaczenia
W roku 1734 odznaczony Orderem Orła Białego.

## Twórczość

### Ważniejsze utwory
- Augustissimus hymenaeus inter serenissimos Fridericum Augustum, regium Poloniae, electoralem Saxoniae principem necnonMariam Josepham, archiducem Austriae... descriptione poetica ab equite Polono adumbratus, Drezno 1720
- Deorum munus, gentium votum, gratiarum labor, serenissimus augustissimorum parentum Friderici Augusti et Mariae Josephae neonatus, Warszawa 1720; przekł. polski: D. Wołłowicz, Wilno 1744
- Fortuna in Lechiam hospes seu felicissimus serenissimi regii electoralisque principis Friderici Augusti in Poloniam adventus ab equite Polono celebratus Anno Domini 1726, Warszawa (1726); fragmenty przedr.: A. Ch. Załuski Pohlnisches Legations Recht, Frankfurt 1727; całość przedr. J. Daneykowicz Ostrowski Swada polska, t. 2: Suada latina, Lublin 1747, rozdz. "Suada panegyrica", s. 268–275
- Ingens umbra... seu lugubre carmen magnis cineribus celsissimi Adami Nicolai de Granow Sieniawski... ab equite Polono inscriptum, Warszawa 1726; przedr. J. Daneykowicz Ostrowski Swada polska, t. 2: Suada latina, Lublin 1747, rozdz. "Suada panegyrica", s. 238–253
- Planta felicitas publicae in sanato pede serenissimi Friderici Augusti Poloniarum regis et electoris Saxoniae... ab equitePolono erecta, Warszawa 1727; przedr. J. Daneykowicz Ostrowski Swada polska, t. 2: Suada latina, Lublin 1747, rozdz. "Suada panegyrica", s. 254–261
- "Quatrains ou maximes", Acta eruditorum 1729
- Insignes rixae contendentium de vultu principis gentium... seu serenissimi Augusti II... in regnum reditus, Warszawa 1729; przedr. J. Daneykowicz Ostrowski Swada polska, t. 2: Suada latina, Lublin 1747, rozdz. "Suada panegyrica", s. 261–268
- Universorum in uno capite dolor... seu illustrissimi excellentissimi comitis D. Stanislai Denhoff... funus ab equite polono deploratum, (Warszawa) 1730
- Declarationis publicae a statibus Reipublicae pro tuitione sacrae regiae majestatis serenissimi Augusti III, neoelecti Poloniarum regis et electoris Saxoniae confederatis factae... promulgatio, (Warszawa 1733)
- In pseudo-criticum seu obtrectatorem aliquem anonymum... serenissimi principis Augusti III annotationes apologeticae, Warszawa 1734
- Epithalamium serenissimae Mariae Amaliae infanti Poloniae, electorali Saxoniae principi ab equite Polono decantatum dum a Carolo utriusque Siciliae rege in connubium solenni legatione peteretur, Drezno 1738; przedr. J. Daneykowicz Ostrowski Swada polska, t. 2: Suada latina, Lublin 1747, rozdz. "Suada panegyrica", s. 234–238
- Opera heroica... olim sub nomine equitis poloni sparsim edita, wyd. J. M. Królikiewicz, Warszawa 1739, (zawiera m.in. przedruki: Augustissimus hymenaeus..., Deorum munus..., Fortuna in Lechiam..., Ingens umbra..., Planta felicitas..., Insignes rixae..., Universorum in uno capite..., Epithalamium serenissimae... oraz Fragmenta heroica ex Satyris)
- Sarmatides seu satyrae cuiusdam equitis poloni, wyd. J. M. Królikiewicz, Warszawa? 1741, (zawiera: 9 satyr, spis dzieł autora oraz drobne wiersze okolicznościowe i epigramaty); fragmenty w przekł. polskim: J. E. Minasowicz Zbiór rytmów polskich, cz. 3, Warszawa 1756, s. 111–155; J. E. Minasowicz: fragmenty pt. Opisanie strasznej przygody familii polskiej za Augusta II, (Warszawa) 1779; J. Jakliński Monitor 1775, s. 689–693
- De bello suetico libri quatuor (niewydane)
- ponadto A. Brückner przypisuje mu autorstwo satyry pt. Małpa-człowiek, według Załuskiego pisał wiele w jęz. polskim
- jako marszałek konfederacji warszawskiej ogłaszał: uniwersały, manifesty, mowy i listy w materiałach publicznych; niektóre z nich wyd. w książkach: K. Niesiołowski Otia publica vix domestica (Pińsk) 1743, s. 181–198, 200–202, 213–215, 247–251; J. Daneykowicz Ostrowski Swada polska, t. 1, Lublin 1745, rozdz. „Swada oratorska”, s. 46–49, 189; rozdz. „Swada listowna”, s. 44 (tu m.in. list J. F. Sapiehy do niego z 1741, s. 75); liczne odpisy w rękopisach Ossolineum sygn.; 226/II, 290/II, 300/II, 307/III, 337/II, 348/II, 349/II, 704/I, 732/I, 733/I.

Bibliografię całej twórczości Ponińskiego podają: J. M. Królikiewicz Sarmatides seu satyrae cuiusdam equitis poloni; Estreicher XXV (1913), 49-53.

### Przekłady
- P. J. Solignac Tetrasticha, Lipsk 1728
- Sonet, tłum. z języka franc. na łaciński, Monitor 1775, s. 708–709